# FIFA 13
FIFA 13 (også kendt som FIFA soccer i Nordamerika) er den tyvende udgave af Electronic Arts' fodbold videospilserie. Det er udviklet af EA Canada og er udgivet af Electronic Arts under navnet EA Sports. En demo af spillet blev udgivet den 11. september 2012, demo holdene er Borussia Dortmund, Manchester City, Juventus, A.C. Milan og Arsenal. Demo'en blev downloadet over 1,99 millioner gange på tre dage.

## Funktioner
I modsætning til FIFA-seriens tidligere udgivelser understøtter denne udgave PlayStation Move og Kinect kontrollere.

### Kommentatorer
Martin Tyler og Alan Smith er vendt tilbage som kommetatorer i FIFA 13, det samme er Clive Tyldesley og Andy Townsend.

### Ligaer
Ligaerne i FIFA 13 blev bekræftet af EA igennem deres hjemmeside, hvor de kaldte FIFA 13 'det mest autentiske fodboldspil på planeten med 31 af verdens bedste ligaer'. Alle ligaerne fra FIFA 12 er med plus Saudi Professional League som er den Saudiarabiske liga, det er første gang i historien at denne liga er med.
| - Australien / New Zealand - A-League - Belgien - Pro League - Brasilien - Liga Do Brasil (ulicenseret udgave af Campeonato Brasileiro de Futebol) - Danmark - Superligaen - England / Wales - Premier League - Championship - League One - League Two - Frankrig / Monaco - Ligue 1 - Ligue 2 - Holland - Eredivisie - Italien - Serie A - Serie B - Irland - Airtricity League - Sydkorea - K League | - Mexico - Liga MX - Norge - Tippeligaen - Polen - Polska Liga (ulicenseret udgave af Ekstraklasa) - Portugal - Liga Portuguesa - Rusland - Russian League - Saudiarabien - Saudi Professional League - Skotland - SPL - Spanien - Liga BBVA - Liga Adelante - Sverige - Allsvenskan - Schweiz - Raiffeisen Super League - USA / Canada - Major League Soccer - Østrig - Østrigske Bundesliga |

### Resten af verden
- AEK Athen
- Boca Juniors
- Galatasaray SK
- Kaizer Chiefs
- MLS All-Stars
- Olympiakos CFP
- Orlando Pirates
- Panathinaikos
- PAOK
- Racing Club
- Rangers
- River Plate
- Klassic XL
- Adidas All Star Team
- verdens XL